# Rafe Wolfe
Rafe Wolfe Raccini (Old Harbour, Jamaica, 19 de diciembre de 1985) es un futbolista jamaiquino que se desempeña como defensa y actualmente milita en el MTK Budapest FC de la NBI de Hungría.
Wolfe es hermano de Wolry Wolfe y Kemeel Wolfe y primo de Omar Cummings.

## Clubes
| Club              | País    | Año               |
| ----------------- | ------- | ----------------- |
| Portmore United   | Jamaica | 2005 - 2007       |
| White Star Woluwe | Bélgica | 2007 - 2008       |
| Ferencváros T.C.  | Hungría | 2008 - 2010       |
| Portmore United   | Jamaica | 2010 - 2011       |
| MTK Budapest      | Hungría | 2011 - Actualidad |

- Datos: Q1245246
- Multimedia: Rafe Wolfe / Q1245246